# Chromolepis
Chromolepis é um género botânico pertencente à família Asteraceae.